# Aetbaar
Pour plus de détails, voir Fiche technique et Distribution.
Aetbaar (hindi : ऐतबार, ourdou : اعتبار) est un thriller psychologique indien, réalisé par Vikram Bhatt, sorti en 2004. Interprété par Amitabh Bachchan, Bipasha Basu et John Abraham, c'est un remake du film américain Fear.

## Synopsis
Ria (Bipasha Basu) est une jeune fille candide et surprotégée par ses parents depuis la mort accidentelle de leur fils. Elle tombe passionnément amoureuse d'Aryan (John Abraham), un motard violent au passé trouble.

## Fiche technique
Sauf mention contraire, cette fiche technique est établie à partir d'IMDb.
- Titre original : Aetbaar
- Réalisation : Vikram Bhatt
- Scénario : Robin Bhatt, Vikram Bhatt, Girish Dhamija, Sanjeev Duggal
- Direction artistique : R. Verman Shetty
- Costumes : Anna Singh, Babbu Shah, Neeta Lulla, Ritu Deora
- Photographie : Pravin Bhatt
- Musique : Rajesh Roshan
- Production : H S Billimoria, Jatin Kumar, Khushroo Bhadha, Mandeep Singh, Shailaish Agarwaal, Rajesh Shah
- Sociétés de production[3] : Cutting Edge Entertainment
- Budget de production : 95 000 000 de roupie [4]
- Pays d'origine :  Inde
- Langues : hindi
- Format : Couleurs - 2,35:1 - DTS / Dolby Digital / SDDS - 35 mm[5]
- Genre : Drame, musical, romance, thriller psychologique
- Durée : 152 minutes (2 h 32)
- Dates de sorties en salles[6] : 
  - Inde : 23 janvier 2004
  - France : août 2004 (Festival Bollywood sur Seine)

## Distribution
- Amitabh Bachchan : Dr. Ranveer Malhotra
- Bipasha Basu : Ria Malhotra
- John Abraham : Aryan Trivedi
- Supriya Pilgaonkar : Sheetal Malhotra
- Ali Asghar : Deepak, l'ami de Ria
- Tom Alter : Dr. Freddie
- Shruti Ulfat : Sanjana
- Pramod Moutho	: Commissaire Lalit Mohan Tiwari
- Amardeep Jha	: Mme Trivedi, la mère d'Aryan